# Abbaye de Lambrecht (Pfalz)
Pour les articles homonymes, voir Lambrecht.
L'abbaye de Lambrecht est une ancienne abbaye bénédictine puis dominicaine de Lambrecht (Pfalz), dans le Land de Rhénanie-Palatinat et le diocèse de Spire.

## Histoire
En 977, Othon de Carinthie accorde un terrain pour fonder une abbaye en mémoire de Lambert de Maastricht. La fondation de cette abbaye sera aussi la fondation de la ville autour.
Grâce à leurs liens avec la dynastie franconienne, les bénédictins s'installent et reçoivent un fort soutien financier. Dans les mêmes temps que la cathédrale de Spire, on bâtit une basilique cruciforme. Au XIIe siècle, le couvent bénédictin perd son importance, d'autant plus que ses difficultés financières l'obligent à vendre ou mettre en gage des possessions.
Afin de sauver le monastère, Konrad von Eberstein (de) prend une mesure radicale. Il retire l'abbaye aux bénédictins et la confie aux dominicains. L'évêque connaît les sœurs de l'ordre de Sainte-Marie-Madeleine (de), soumises à l'ordre de Santi Domenico e Sisto à Rome. Le changement est confirmé par le pape Innocent IV le 15 avril 1244. La situation financière est fortement développée, notamment grâce à des dons et des fondations. À cette époque, on construit une nouvelle église abbatiale. Peu après l'achèvement, elle est décorée de fresques. Au moment où la Réforme protestante sera iconoclaste, elles seront recouvertes de chaux ; cinq grandes surfaces de murs peints du chœur seront découverts dans la seconde moitié du XXe siècle et restaurés. La fresque centrale représente la vie de Quirin de Neuss. Il y a aussi un portrait de Lambert de Maastricht et un autre de Marie avec deux religieuses dont une serait la première abbesse, Cunégonde de Fleckenstein (morte le 10 août 1353). Au milieu du XVe siècle, l'évêque de Spire confie le couvent à la papauté. La prieure Agnes Sendeln parvient à ne pas avoir de grandes destructions de l'abbaye de la part d'Alexandre de Bavière en 1505 puis au moment de la Pfälzischer Bauernkrieg en 1525.
Cependant l'abbaye ne se relève pas de ces guerres. Le protestant Frédéric II du Palatinat veut dissoudre les douze abbayes de son territoire et transfère les biens temporels à l'université de Heidelberg. Le pape Jules III charge le nonce Sebastian Pighi de leur rendre visite. Lorsqu'il s'y rend, il les trouve désertes, des lieux qui sont maintenant soumis à la volonté du prince-électeur. Le pape demande une négociation auprès des électeurs Hailes et Kastner, Konrad Dym, le doyen de la faculté de droit de Heidelberg, Johannes Wagenmann, docteur en médecine et recteur de Heidelberg, et Wendelin Sprenger, diacre de l'église du Saint-Esprit pour récupérer les biens temporels et des droits de propriété. La dissolution est finalement prononcée en 1553. En 1568, Frédéric III du Palatinat prend possession des bâtiments et y installe des protestants néerlandais.

## Source de la traduction
- (de) Cet article est partiellement ou en totalité issu de l’article de Wikipédia en allemand intitulé « Kloster Lambrecht (Pfalz) » (voir la liste des auteurs).